# 326 Tamara
Tamara (asteroide 326) é um asteroide da cintura principal com um diâmetro de 93 quilómetros, a 1,87600975 UA. Possui uma excentricidade de 0,1905471 e um período orbital de 1 288,71 dias (3,53 anos).
Tamara tem uma velocidade orbital média de 19,56460088 km/s e uma inclinação de 23,72414545º.
Este asteroide foi descoberto em 19 de Março de 1892 por Johann Palisa.
Foi nomeado em homenagem à rainha Tamara da Geórgia.